# Aphanistes decurvihastatus
Aphanistes decurvihastatus là một loài tò vò trong họ Ichneumonidae.